# Charles D. O'Malley
Pour les articles homonymes, voir O'Malley.
Charles Donald O'Malley (1907-1970) est un historien des sciences américain, spécialisé en histoire de la médecine.

## Formation et carrière
Il obtient son doctorat en 1945 à l'université Leland Stanford Junior.
Il est professeur à l'université de Californie à Los Angeles.

## Travaux

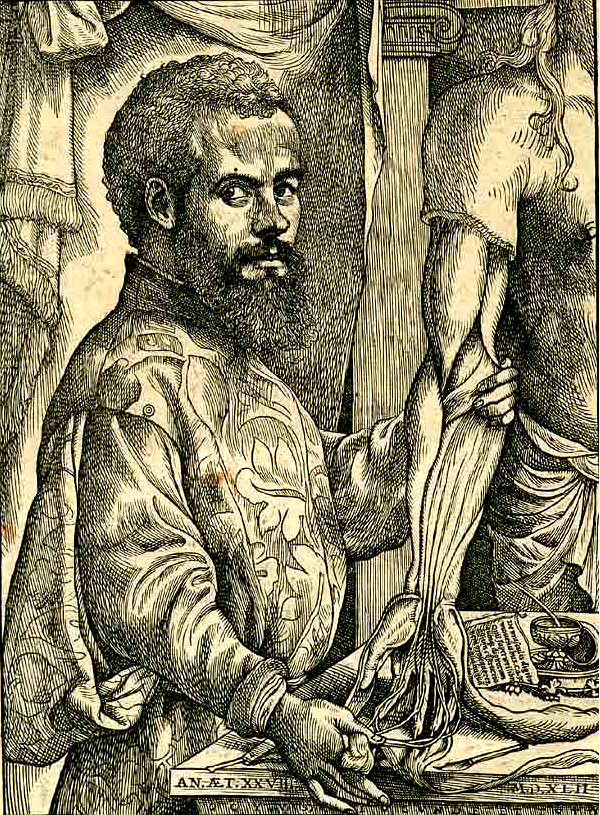
André Vésale (1514-1564)

La majeure partie de ses travaux porte sur André Vésale (1514-1564), anatomiste et médecin brabançon, considéré par de nombreux historiens des sciences comme le plus grand anatomiste de la Renaissance, voire le plus grand de l’histoire de la médecine.
Il a notamment publié une grande biographie, Andreas Vesalius of Brussels, 1514-1564 en 1964, et longuement étudié les gravures de Vésale. L'ouvrage The illustrations from the works of Andreas Vesalius of Brussels by Andreas Vesalius comporte une compilation de planches et de textes issus des trésors de l'anatomiste, dont Tabulae Sex, De Humani Corporis Fabrica, et Epitome. La reproduction des 96 planches est accompagnée d'un débat sur ces illustrations, d'une courte biographie de Vesalius, d'annotations et de traductions.
Il pointe d'ailleurs la difficulté d'identifier les graveurs et, avec Saunders, il en vient à cette conclusion : « l'accumulation de preuves avec la quasi-certitude que les illustrations de la Fabrica et de l'Epitome émanent de l'atelier de Titien. Jan van Kalkar, Domenico Campagnola et sans doute d'autres artistes ont participé à l'œuvre sous la supervision du maître, mais certaines des planches sont certainement de la main de Vésale lui-même. ». Saunders et O'Malley ont noté dans leurs éditions des illustrations vésaliennes que la précision anatomique était parfois sacrifiée aux aspects artistiques et philosophiques : « le thorax trop court, l'absence de courbure spinale, l'index intermembral mal proportionné, dérivent du besoin de l'artiste d'appliquer au squelette les règles classiques propres à la représentation du corps intact ».
Selon Everett Mendelsohn, « O'Malley fournit un grand service aux personnes intéressées par les sciences durant la Renaissance. Non seulement son texte est rempli de citations de passages importants, il a aussi inclus plus de 100 pages de textes, lettres et documents traduits, traitant aussi bien de la méthode scientifique que de la vie de Vésale. ».
A propos de la mort de Vésale en 1564 Vésale à l'occasion d'un pèlerinage en Terre sainte, O'Malley démontre comme étant sans fondement l'hypothèse que le pèlerinage de Vésale a été imposé par une condamnation de l'Inquisition.
O'Malley s'est également intéressé aux gravures anatomiques de Léonard de Vinci. 
Dans son History of Medical Education parue en 1970, O'Malley s'intéresse aussi à des médecines non occidentales, telle la médecine tibétaine.

## Prix et distinctions
Il reçoit en 1965 le prix Pfizer décerné l’History of Science Society pour son livre Andreas Vesalius of Brussels, 1514-1564,,.
Un symposium en l'honneur de O'Malley, « Medicine in seventeenth century England », s'est tenu à l'UCLA en 1974.

## Publications
- (en) Charles Donald O'Malley, Andreas Vesalius of Brussels, 1514-1564, University of California Press, 1964 (lire en ligne)
- (en) Charles O'Malley, The History of Medical Education, Los Angeles, University of California Press, 1970, 548 p. (lire en ligne)
- English medical humanists, Thomas Linacre and John Caius, 54 p. (University of Kansas press, 1965).
- avec JB de CM Saunders  The Illustrations from the Works of Andreas Vesalius of Brussels (Cleveland, 1950. New York: Dover, 1973 [reprint]).
- avec JB de CM Saunders  The Anatomical Drawings of Andreas Vesalius (New York: Bonanza Books, 1982).
- Leonardo Da Vinci on the Human Body : the anatomical, physiological, and embryological drawings of Leonardo da Vinci, 1952
- Bartolomeo Eustachi. An epistle on the organs of hearing. An annotated translation
- Compendiosa totius anatomie delineatio; a facsim. of the first English ed. of 1553 in the version of Nicholas Udall
- Don Carlos of Spain, a medical portrait
- Gabriele Falloppias account of the cranial nerves